# Панаширование
Панаши́рование (от нем. panaschieren), также панаша́ж (фр. panachage — «смесь») — право избирателя голосовать за кандидатов из разных списков либо вписывать в списки новых кандидатов.
Панаширование может быть применено как при пропорциональной, так и при мажоритарной системе; правда, в последнем случае необходимо, чтобы избирательные округа были многомандатными.
Панаширование применяется, согласно статье 242 Избирательного кодекса, на муниципальных выборах во Франции, а также в Бельгии, Дании, Люксембурге и некоторых других странах.
К достоинствам данного избирательного метода можно отнести возможность избирателя поддержать желательных для себя кандидатов, невзирая на их партийную принадлежность. Однако высока вероятность того, что они окажутся на противоположных политических позициях и потому не смогут должным образом обеспечить функционирование сформированного представительного органа.